# Галт (Айова)
Галт (англ. Galt) — місто (англ. city) в США, в окрузі Райт штату Айова. Населення — 26 осіб (2020).

## Географія
Галт розташований за координатами 42°41′35″ пн. ш. 93°36′18″ зх. д. / 42.69306° пн. ш. 93.60500° зх. д. (42.692983, -93.605127).  За даними Бюро перепису населення США в 2010 році місто мало площу 1,39 км², уся площа — суходіл.

## Демографія
Згідно з переписом 2010 року, у місті мешкали 32 особи в 15 домогосподарствах у складі 10 родин. Густота населення становила 23 особи/км².  Було 17 помешкань (12/км²).
Расовий склад населення:
| - 100,0 % — білих |

До двох чи більше рас належало 0,0 %. Частка іспаномовних становила 21,9 % від усіх жителів.
За віковим діапазоном населення розподілялося таким чином: 21,9 % — особи молодші 18 років, 56,2 % — особи у віці 18—64 років, 21,9 % — особи у віці 65 років та старші. Медіана віку мешканця становила 50,5 року. На 100 осіб жіночої статі у місті припадало 128,6 чоловіків;  на 100 жінок у віці від 18 років та старших — 108,3 чоловіків також старших 18 років.
За межею бідності перебувало 2,5 % осіб, у тому числі 0,0 % дітей у віці до 18 років та 33,3 % осіб у віці 65 років та старших.
Цивільне працевлаштоване населення становило 53 особи. Основні галузі зайнятості: сільське господарство, лісництво, риболовля — 34,0 %, науковці, спеціалісти, менеджери — 26,4 %, освіта, охорона здоров'я та соціальна допомога — 17,0 %, будівництво — 9,4 %.